# 刘宏 (1971年7月)
刘宏（1971年7月—），山东惠民人，大连外国语大学校长、党委副书记（2015年10月起），教授、博士生导师。1996年5月参加工作，1992年12月加入中国共产党，研究生学历，博士学位。第十三届全国人民代表大会代表。曾任大连外国语大学副校长、党委常委。
同时兼任教育部全国高校外国语言文学类专业教学指导委员会委员、俄语教学指导分委员会秘书长兼委员。入选辽宁省千百万人才工程百人层次。是辽宁省特聘教授、辽宁省教学名师、辽宁省优秀教师、辽宁省青年骨干教师、辽宁省俄语专业带头人、大连市第五批优秀专家，享受大连市政府津贴。
主持大连外国语大学行政全面工作。分管审计处、孔子学院工作处（国际中文教育实践与研究基地办公室）、上海合作组织大学中方校长办公室。